# Christine Anderson
Christine Anderson (Eschwege, 26 luglio 1968) è una politica tedesca, europarlamentare nella IX legislatura.

## Biografia
Anderson ha completato un apprendistato commerciale. Ha vissuto sei anni negli Stati Uniti, dove ha studiato economia e ha lavorato per una società commerciale statunitense.
Nel 2013 è diventata membro di Alternative für Deutschland. Dal 2016 al 2018 Anderson è stata capogruppo parlamentare dell'AfD nell'assemblea distrettuale di Limburg-Weilburg. Nel maggio 2019 è stata eletta al Parlamento europeo. Der Spiegel ha descritto Anderson come un'attivista dell'alleanza di destra Pegida. Prima delle elezioni, ha affermato che il suo obiettivo era "portare la Germania fuori da questo incubo dell'UE".
Al Parlamento europeo è membro della commissione per la cultura e l'istruzione, la commissione per i diritti della donna e l'uguaglianza di genere e la commissione speciale sull'intelligenza artificiale nell'era digitale, nonché membro sostituto della commissione per il mercato interno e la protezione dei consumatori.

## Vita privata
Anderson ha tre figli e vive a Fulda.